# Rather Be
"Rather Be" là một bài hát của nhóm nhạc người Anh Clean Bandit hợp tác với nghệ sĩ thu âm người Anh Jess Glynne nằm trong album phòng thu đầu tay của họ, New Eyes (2014). Nó được phát hành vào ngày 17 tháng 1 năm 2014 như là đĩa đơn thứ tư trích từ album bởi Warner Music Group và Atlantic Records, đồng thời là đĩa đơn đầu tay trong sự nghiệp của Glynne. Bài hát được đồng viết lời bởi Jimmy Napes và Nicole Marshall với những thành viên của nhóm Jack Patterson và Grace Chatto, những người cũng đồng thời chịu trách nhiệm sản xuất nó. Trước khi được phát hành chính thức, "Rather Be" được giới thiệu lần đầu điên trong chương trình Hottest Record in the World của DJ Zane Lowe trên đài phát thanh BBC Radio 1 vào ngày 4 tháng 12 năm 2013. Đây là một bản classical crossover, house và dance-pop kết hợp với những yếu tố từ euro house và deep house mang nội dung đề cập đến sự say đắm của một cô gái đối với một chàng trai mà cô lần đầu gặp gỡ, và khẳng định rằng cô không muốn mình phải ở bất cứ nơi nào khác, đã thu hút nhiều sự so sánh với một số tác phẩm từ Natasha Bedingfield.
Sau khi phát hành, "Rather Be" nhận được những phản ứng tích cực từ các nhà phê bình âm nhạc, trong đó họ đánh giá cao việc kết hợp nhiều loại nhạc cụ ấn tượng, chất giọng của Glynne cũng như quá trình sản xuất nó. Ngoài ra, bài hát còn gặt hái nhiều giải thưởng và đề cử tại những lễ trao giải lớn, bao gồm một đề cử tại giải Brit năm 2015 cho Đĩa đơn Anh quốc của năm và chiến thắng một giải Grammy cho Thu âm nhạc dance xuất sắc nhất tại lễ trao giải thường niên lần thứ 57. "Rather Be" cũng tiếp nhận những thành công vượt trội về mặt thương mại, đứng đầu các bảng xếp hạng ở Áo, Phần Lan, Đức, Ireland, Hà Lan, Na Uy, Thụy Điển và Vương quốc Anh, nơi bài hát trụ vững ở vị trí số một trong bốn tuần liên tiếp và phá vỡ kỷ lục lượt nghe trực tuyến lúc bấy giờ trên Spotify tại đây, và lọt vào top 10 ở hầu hết những quốc gia nó xuất hiện, bao gồm vươn đến top 5 ở nhiều thị trường lớn như Úc, Bỉ, Đan Mạch, Pháp, Ý, New Zealand, Tây Ban Nha và Thụy Sĩ. Tại Hoa Kỳ, nó đạt vị trí thứ mười trên bảng xếp hạng Billboard Hot 100, trở thành đĩa đơn đầu tiên của cả hai nghệ sĩ vươn đến top 10 tại đây.
Video ca nhạc cho "Rather Be" được đạo diễn bởi Anna Patarakina với bối cảnh được ghi hình ở Tokyo, trong đó bao gồm những cảnh về cuộc sống thường ngày của một cô gái (diễn xuất bởi Haruka Abe trong vai một người hâm mộ của Clean Bandit), xen kẽ với những hình ảnh nhóm xuất hiện ở nhiều bối cảnh khác nhau xung quanh nhân vật chính như trên một sân khấu và tàu điện ngầm. Để quảng bá bài hát, hai nghệ sĩ đã trình diễn nó trên nhiều chương trình truyền hình và lễ trao giải lớn, bao gồm Live Lounge, Summertime Ball, Glastonbury, T in the Park và giải Brit năm 2015, cũng như trong nhiều chuyến lưu diễn của họ. Được ghi nhận là bài hát trứ danh trong sự nghiệp của nhóm, "Rather Be" đã được hát lại và sử dụng đoạn nhạc mẫu bởi nhiều nghệ sĩ, như The 1975, Pentatonix, DJ Mustard và dàn diễn viên của Glee, đồng thời xuất hiện trên một số tác phẩm điện ảnh và truyền hình, bao gồm Coronation Street, Peter Rabbit và Sense8. Tính đến nay, nó đã bán được hơn 11 triệu bản trên toàn cầu, trở thành một trong những đĩa đơn bán chạy nhất mọi thời đại.

## Danh sách bài hát
| Tải kĩ thuật số | Tải kĩ thuật số                        | Tải kĩ thuật số |
| STT             | Nhan đề                                | Thời lượng      |
| --------------- | -------------------------------------- | --------------- |
| 1.              | "Rather Be" (hợp tác cùng Jess Glynne) | 3:49            |

| Tải kĩ thuật số — phối lại | Tải kĩ thuật số — phối lại                                              | Tải kĩ thuật số — phối lại |
| STT                        | Nhan đề                                                                 | Thời lượng                 |
| -------------------------- | ----------------------------------------------------------------------- | -------------------------- |
| 1.                         | "Rather Be" (hợp tác cùng Jess Glynne) (bản phối lại của The Magician)  | 4:34                       |
| 2.                         | "Rather Be" (hợp tác cùng Jess Glynne) (bản phối lại của All About She) | 3:49                       |
| 3.                         | "Rather Be" (hợp tác cùng Jess Glynne) (bản phối lại của Walter Ego)    | 5:57                       |
| 4.                         | "Rather Be" (hợp tác cùng Jess Glynne) (bản phối lại của Affelaye)      | 6:01                       |

| Tải kĩ thuật số — phối lại #2 | Tải kĩ thuật số — phối lại #2                                                | Tải kĩ thuật số — phối lại #2 |
| STT                           | Nhan đề                                                                      | Thời lượng                    |
| ----------------------------- | ---------------------------------------------------------------------------- | ----------------------------- |
| 1.                            | "Rather Be" (hợp tác cùng Jess Glynne) (bản phối lại của Cash Cash x Valley) | 4:52                          |
| 2.                            | "Rather Be" (hợp tác cùng Jess Glynne) (bản phối lại của OVERWERK)           | 6:16                          |
| 3.                            | "Rather Be" (hợp tác cùng Jess Glynne) (bản phối lại của JackLNDN)           | 5:07                          |

| Đĩa CD tại Đức, Thụy Sĩ và Áo | Đĩa CD tại Đức, Thụy Sĩ và Áo                                           | Đĩa CD tại Đức, Thụy Sĩ và Áo |
| STT                           | Nhan đề                                                                 | Thời lượng                    |
| ----------------------------- | ----------------------------------------------------------------------- | ----------------------------- |
| 1.                            | "Rather Be" (hợp tác cùng Jess Glynne)                                  | 3:48                          |
| 2.                            | "Rather Be" (hợp tác cùng Jess Glynne) (bản phối lại của The Magician)  | 4:34                          |
| 3.                            | "Rather Be" (hợp tác cùng Jess Glynne) (bản phối lại của All About She) | 3:49                          |
| 4.                            | "Rather Be" (hợp tác cùng Jess Glynne) (bản phối lại của Walter Ego)    | 5:57                          |
| 5.                            | "Rather Be" (hợp tác cùng Jess Glynne) (bản phối lại của Affelaye)      | 6:01                          |

## Thành phần thực hiện
Thành phần thực hiện được trích từ ghi chính của đĩa đơn CD "Rather Be".
- Jack Patterson – sáng tác, sản xuất, hòa âm, đàn phím, dương cầm
- James Napier – sáng tác
- Nicole Marshall – sáng tác
- Grace Chatto – sáng tác, cello
- Lewis Hopkin – chủ nhiệm
- Wez Clarke – hòa âm
- Liam Nolan - kỹ sư
- Luke Patterson – trống
- Anthony Strong – dương cầm
- Asher Zaccardelli – viola
- Beatrice Philips – vĩ cầm
- Neil Amin-Smith – vĩ cầm
- Florence Rawlings – hát
- Jess Glynne – hát chính

## Xếp hạng
| Bảng xếp hạng (2014)                          | Vị trí cao nhất |
| --------------------------------------------- | --------------- |
| Úc (ARIA)                                     | 2               |
| Áo (Ö3 Austria Top 40)                        | 1               |
| Bỉ (Ultratop 50 Flanders)                     | 2               |
| Bỉ (Ultratop 50 Wallonia)                     | 3               |
| Brazil (Billboard Brasil Hot 100)             | 12              |
| Brazil Hot Pop Songs                          | 4               |
| Canada (Canadian Hot 100)                     | 13              |
| Cộng hòa Séc (Rádio Top 100)                  | 1               |
| Đan Mạch (Tracklisten)                        | 5               |
| Châu Âu Digital Song Sales (Billboard)        | 1               |
| Phần Lan (Suomen virallinen lista)            | 1               |
| Pháp (SNEP)                                   | 2               |
| Đức (Official German Charts)                  | 1               |
| Hungary (Rádiós Top 40)                       | 1               |
| Hungary (Single Top 10)                       | 2               |
| Hungary (Dance Top 40)                        | 2               |
| Ireland (IRMA)                                | 1               |
| Israel (Media Forest)                         | 1               |
| Ý (FIMI)                                      | 2               |
| Nhật Bản (Japan Hot 100)                      | 38              |
| Hà Lan (Dutch Top 40)                         | 1               |
| Hà Lan (Single Top 100)                       | 1               |
| New Zealand (Recorded Music NZ)               | 2               |
| Na Uy (VG-lista)                              | 1               |
| Ba Lan (Polish Airplay Top 100)               | 1               |
| Scotland (OCC)                                | 1               |
| Slovakia (Rádio Top 100)                      | 3               |
| Slovenia (SloTop50)                           | 5               |
| Nam Phi (EMA)                                 | 7               |
| Tây Ban Nha (PROMUSICAE)                      | 5               |
| Thụy Điển (Sverigetopplistan)                 | 1               |
| Thụy Sĩ (Schweizer Hitparade)                 | 2               |
| Anh Quốc (OCC)                                | 1               |
| Hoa Kỳ Billboard Hot 100                      | 10              |
| Hoa Kỳ Adult Contemporary (Billboard)         | 21              |
| Hoa Kỳ Adult Pop Airplay (Billboard)          | 10              |
| Hoa Kỳ Dance Club Songs (Billboard)           | 24              |
| Hoa Kỳ Hot Dance/Electronic Songs (Billboard) | 1               |
| Hoa Kỳ Dance/Mix Show Airplay (Billboard)     | 1               |
| Hoa Kỳ Pop Airplay (Billboard)                | 6               |
| Hoa Kỳ Rhythmic (Billboard)                   | 24              |

| Bảng xếp hạng (2014)                      | Vị trí |
| ----------------------------------------- | ------ |
| Australia (ARIA)                          | 14     |
| Australia Dance (ARIA)                    | 2      |
| Austria (Ö3 Austria Top 40)               | 13     |
| Belgium (Ultratop 50 Flanders)            | 6      |
| Belgium (Ultratop 50 Wallonia)            | 7      |
| Canada (Canadian Hot 100)                 | 47     |
| Denmark (Tracklisten)                     | 8      |
| France (SNEP)                             | 10     |
| Germany (Official German Charts)          | 7      |
| Hungary (Rádiós Top 40)                   | 7      |
| Hungary (Single Top 10)                   | 5      |
| Hungary (Dance Top 40)                    | 4      |
| Ireland (IRMA)                            | 5      |
| Israel (Media Forest)                     | 2      |
| Italy (FIMI)                              | 4      |
| Netherlands (Dutch Top 40)                | 1      |
| Netherlands (Single Top 100)              | 3      |
| New Zealand (Recorded Music NZ)           | 17     |
| Poland (ZPAV)                             | 7      |
| Slovenia (SloTop50)                       | 15     |
| Spain (PROMUSICAE)                        | 18     |
| Sweden (Sverigetopplistan)                | 4      |
| Switzerland (Schweizer Hitparade)         | 7      |
| UK Singles (Official Charts Company)      | 2      |
| US Billboard Hot 100                      | 41     |
| US Adult Top 40 (Billboard)               | 47     |
| US Dance Club Songs (Billboard)           | 6      |
| US Hot Dance/Electronic Songs (Billboard) | 4      |
| US Dance/Mix Show Airplay (Billboard)     | 10     |
| US Pop Songs (Billboard)                  | 29     |
| Bảng xếp hạng (2015)                      | Vị trí |
| Australia Dance (ARIA)                    | 49     |
| Hungary (Dance Top 40)                    | 34     |
| Israel (Media Forest)                     | 50     |
| South Korea (Gaon International Singles)  | 95     |
| UK Singles (Official Charts Company)      | 86     |
| US Hot Dance/Electronic Songs (Billboard) | 11     |

| Bảng xếp hạng                        | Vị trí |
| ------------------------------------ | ------ |
| UK Singles (Official Charts Company) | 9      |

## Chứng nhận
| Quốc gia | Chứng nhận  | Số đơn vị/doanh số chứng nhận |
| --- | ----------- | ----------------------------- |
| Úc (ARIA) | 5× Bạch kim | 350.000‡                      |
| Áo (IFPI Áo) | Bạch kim    | 30.000*                       |
| Bỉ (BEA) | Bạch kim    | 30.000*                       |
| Canada (Music Canada) | 4× Bạch kim | 0‡                            |
| Pháp (SNEP) | Bạch kim    | 150.000*                      |
| Đức (BVMI) | 3× Vàng     | 750.000‡                      |
| Ý (FIMI) | 4× Bạch kim | 0‡                            |
| México (AMPROFON) | Vàng        | 30.000*                       |
| Hà Lan (NVPI) | Bạch kim    | 20.000^                       |
| New Zealand (RMNZ) | Bạch kim    | 15.000*                       |
| Hàn Quốc (Gaon Chart) | —           | 110,556                       |
| Tây Ban Nha (PROMUSICAE) | 2× Bạch kim | 80.000*                       |
| Thụy Điển (GLF) | 2× Bạch kim | 40.000‡                       |
| Thụy Sĩ (IFPI) | Bạch kim    | 30.000^                       |
| Anh Quốc (BPI) | 4× Bạch kim | 2.400.000‡                    |
| Hoa Kỳ (RIAA) | 3× Bạch kim | 3.000.000‡                    |
| Streaming |             |                               |
| Đan Mạch (IFPI Đan Mạch) | 4× Bạch kim | 7.800.000^                    |
| Tây Ban Nha (PROMUSICAE) | 2× Bạch kim | 16.000.000*                   |
| * Chứng nhận dựa theo doanh số tiêu thụ. ^ Chứng nhận dựa theo doanh số nhập hàng. ‡ Chứng nhận dựa theo doanh số tiêu thụ và phát trực tuyến. |             |                               |

## Lịch sử phát hành
| Quốc gia            | Ngày phát hành         | Định dạng                              | Hãng đĩa           |
| ------------------- | ---------------------- | -------------------------------------- | ------------------ |
| Vương quốc Anh      | 4 tháng 12 năm 2013    | Truyền thanh                           | Warner Music Group |
| Toàn thế giới       | 17 tháng 1 năm 2014    | Tải nhạc số                            | Warner Music Group |
| Canada              | 19 tháng 1 năm 2014    | Tải nhạc số – các bản phối lại         | Warner Music Group |
| Vương quốc Anh      | 19 tháng 1 năm 2014    | Tải nhạc số – các bản phối lại         | Warner Music Group |
| Hoa Kỳ              | 19 tháng 1 năm 2014    | Tải nhạc số – các bản phối lại         | Warner Music Group |
| 18 tháng 3 năm 2014 | Contemporary hit radio | Big Beat Records                       |                    |
| Canada              | 19 tháng 5 năm 2014    | Tải nhạc số – các bản phối lại, phần 2 | Warner Music Group |
| Hoa Kỳ              | 19 tháng 5 năm 2014    | Tải nhạc số – các bản phối lại, phần 2 | Warner Music Group |